# Ernst Peter Fischer (Diplomat)

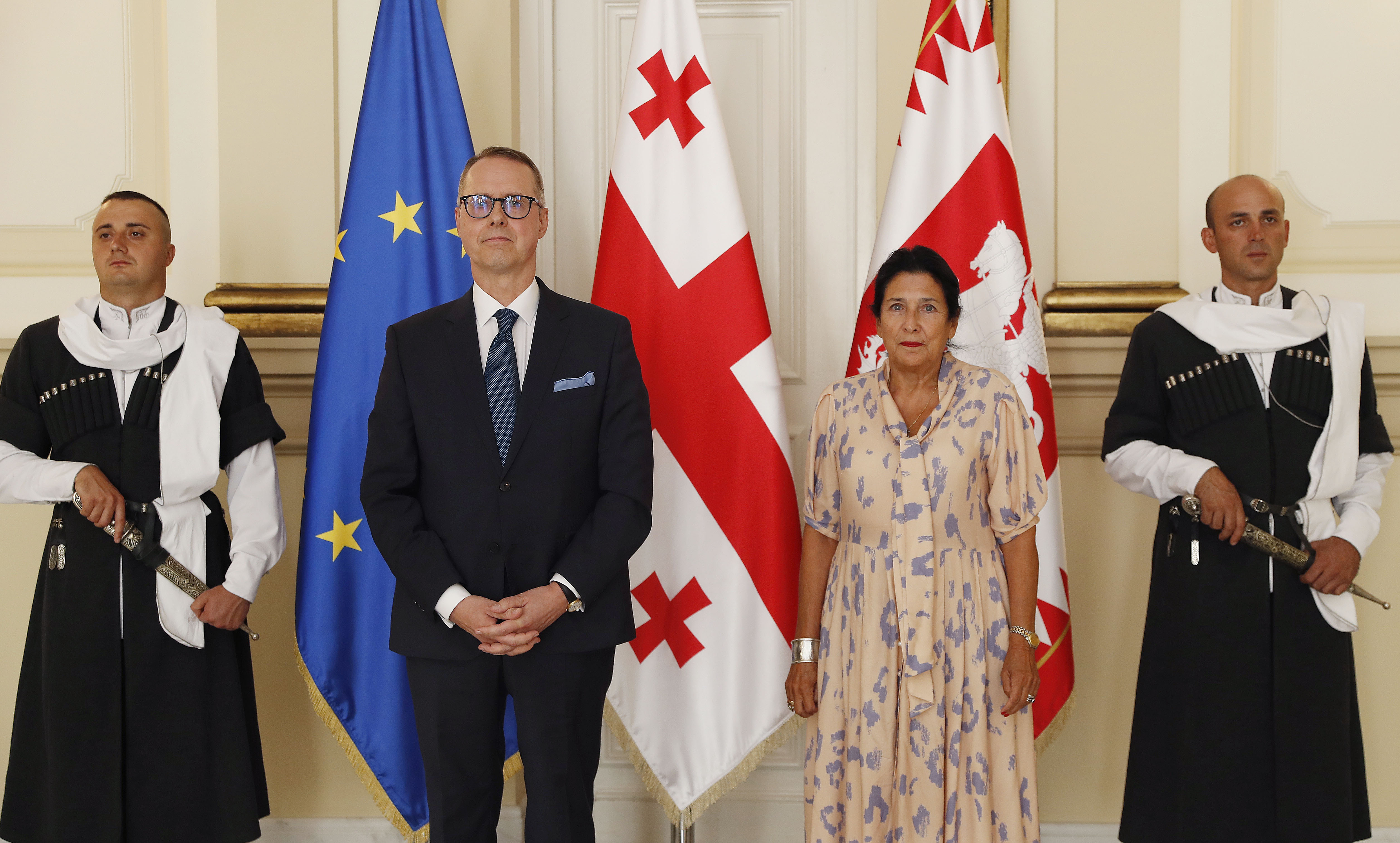
Ernst Peter Fischer (2. v. l.) und Georgiens Präsidentin Salome Surabischwili (2022)

Ernst Peter Fischer ist ein deutscher Diplomat. Er ist seit August 2022 deutscher Botschafter in Georgien und leitet als solcher die Botschaft Tiflis.

## Leben
Fischer studierte Geschichte und Politikwissenschaft an der Freien Universität Berlin sowie, mit einem Fulbright-Stipendium, Staatswissenschaft und internationale Beziehungen an der Georgetown-Universität in den USA. Außerdem studierte er mit einem Stipendium des DAAD an der IEP in Paris.
Er trat 1986 in den Auswärtigen Dienst ein.
Im Auswärtigen Dienst arbeitete er unter anderem in den Botschaften Washington, Tel Aviv, London, Shanghai und Singapur. Zudem war er einige Zeit im Bundespräsidialamt als Referent für Außenpolitik tätig, arbeitete ein Jahr im Britischen Außenministerium an der EU-Erweiterung und war mehrere Monate Verbindungsbeamter im französischen Ministerium für Europäische Angelegenheiten.
Bis Mitte 2018 war Fischer Beauftragter des Auswärtigen Amts für Energie- und Klimapolitik und Exportkontrolle. Im Juli 2018 trat er den Posten des Botschafters in den Vereinigten Arabischen Emiraten an. Im August 2022 wechselte er als Botschafter nach Georgien.